# Irmo (Carolina do Sul)
Irmo é uma cidade  localizada no estado norte-americano de Carolina do Sul, no Condado de Lexington e Condado de Richland.

## Demografia
Segundo o censo norte-americano de 2000, a sua população era de 11.039 habitantes.
Em 2006, foi estimada uma população de 11.338, um aumento de 299 (2.7%).

## Geografia
De acordo com o United States Census Bureau tem uma área de
10,7 km², dos quais 10,7 km² cobertos por terra e 0,0 km² cobertos por água. Irmo localiza-se a aproximadamente 57 m acima do nível do mar.

## Localidades na vizinhança
O diagrama seguinte representa as localidades num raio de 16 km ao redor de Irmo.